# Thalerosphyrus
Thalerosphyrus is een geslacht van haften (Ephemeroptera) uit de familie Heptageniidae.

## Soorten
Het geslacht Thalerosphyrus omvat de volgende soorten:
- Thalerosphyrus bishopi
- Thalerosphyrus determinatus
- Thalerosphyrus ethiopicus
- Thalerosphyrus flowersi
- Thalerosphyrus melli
- Thalerosphyrus sinuosus
- Thalerosphyrus sumatranus
- Thalerosphyrus torridus
- Thalerosphyrus vietnamensis